# Samarra
Samarra (em árabe: سَامَرَّاء‎; romaniz.: Sāmarrā) é uma cidade no Iraque. Ela está localizada na margem oriental do rio Tigre, na província de Saladino, a 125 quilômetros ao norte de Bagdá.
Escritores muçulmanos medievais acreditavam que o nome "Samarra" deriva da frase árabe "Sarra man ra’a" (em árabe: سر من رأى), que pode ser traduzida como "uma alegria a todos que a veem". Quando a cidade entrou em declínio, o nome teria mudado para  "Sa'a man ra’a" (em árabe: ساء من رأى), "Uma tristeza a todos que a veem"). Com o tempo, os dois nomes se fundiram na forma atual "Samarra" (em árabe: سامَرّاء).
Em 2007, a UNESCO classificou o sítio arqueológico da Cidade arqueológica de Samarra como Patrimônio Mundial da Humanidade. A Grande Mesquita do século IX e o seu Grande Minarete espiralado estão entre os numerosos monumentos do sítio, 80% dos quais permanecem sem ser escavados.

## História

### Cidade antiga
Os restos da antiga Samarra foram escavados pela primeira vez entre 1911 e 1914 pelo arqueólogo alemão Ernst Herzfeld. Desde 1946, os diários, cartas, relatórios não publicados da escavação e fotografias estão preservados na Galeria de Arte Freer, em Washington, D.C., nos Estados Unidos.
Embora o sítio arqueológico coberto por ruínas de tijolos seja enorme, o local foi ocupado de maneira esparsa nos tempos antigos, com exceção da calcolítica Cultura de Samarra (ca.  5500–4800 a.C.) identificada no rico sítio de Tell Sawwan, onde evidências de irrigação - incluindo cultivo do linho - confirma a presença de uma próspera cultura gregária com uma estrutura social bastante organizada. Esta cultura é conhecida principalmente por sua fina olaria, decorada em fundo queimado com figuras estilizadas de animais, pássaros e desenhos geométricos. Este tipo de olaria, amplamente exportado, um dos primeiros estilos relativamente uniformes e distribuídos por todo o Antigo Oriente Médio, foi reconhecido primeiramente em Samarra. A Cultura de Samarra foi a precursora da cultura mesopotâmica do período ubaida.
Antigos topônimos para Samarra relatados pelo Samarra Archaeological Survey são o grego Suma (Ptolemeu V.19; Zósimo III, 30), latim Sumere, um forte mencionado durante a retirada do exército de Juliano, o Apóstata em 364 d.C. (Amiano Marcelino XXV, 6, 4) e o siríaco Sumra (Hoffmann, Auszüge, 188; Miguel, o Sírio, III, 88), onde aparece como um vilarejo.
A possibilidade de uma população maior surgiu a partir da abertura do Qatul al-Kisrawi, a extensão norte do canal de Naravã, que desvia água do Tigre na região de Samarra, atribuído por Iacute de Hama (Mu`jam, no capítulo "Qatul") ao xá Cosroes I (r. 531–578). Para celebrar o final deste projeto, uma torre comemorativa (atual Burje Alcaim) foi construída na enseada sul e um palácio com um "paraíso" (uma reserva de caça cercada) na enseada norte (atual Nahr al-Rasasi) perto de al-Daur. Um canal suplementar, o Qatul Abi al-Jund, escavado pelo califa abássida Harune Arraxide, teve a sua finalização comemorada com a construção de uma cidade planejada na forma de um octógono regular (atual Husn al-Qadisiyya), chamada "al-Mubarak" e abandonada, incompleta, em 796.

### Capital abássida

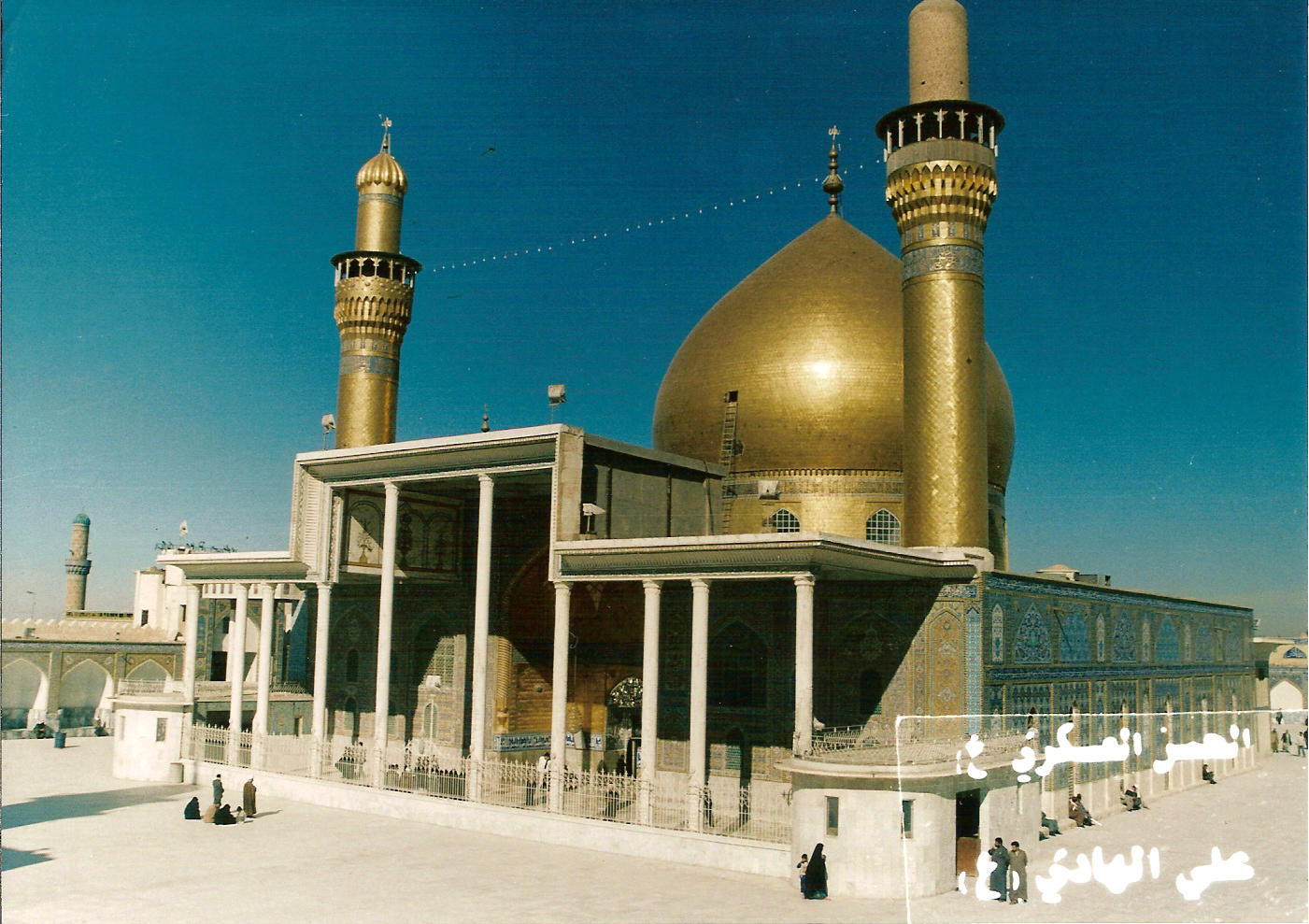
Mesquita de Alascari antes dos atentados

Em 836, os soldados escravos turcos do Califado Abássida - conhecidos como gulans na época, antecessores dos mamelucos — agitaram a população de Bagdá, provocando revoltas. Por isso, o califa Almotácime resolveu mudar-se com a corte de Bagdá para a nova cidade de Samarra.
Neste período, o povoado original, pré-muçulmano, foi suplantado por uma nova cidade, fundada em 833. Samarra permaneceria a capital do Califado até 892, quando a corte, sob Almutadide, retornou para Bagdá. O sucessor de Almotácime, Aluatique, transformou a cidade num centro comercial, tendência que continuou sob o califado de Mutavaquil, que patrocinou a construção da Grande Mesquita de Samarra, com seu famoso minarete espiral (malwiyah), construído em 847. Ele também construiu parques e um palácio para seu filho Almutaz.
O patriarca nestoriano Sérgio (r. 860–872) mudou a sede do patriarcado da Igreja do Oriente de Bagdá para Samarra e um - ou dois - de seus sucessores também possivelmente permaneceram ali, próximos da corte. Após o período conhecido como "anarquia em Samarra", o califa Almutadide mudou-se com a corte novamente para Bagdá e Samarra entrou num longo período de declínio (que se acelerou após o século XIII, quando o traçado do Rio Tigre mudou).

### Importância para os muçulmanos
É em Samarra que está a Mesquita de Alascari, que abriga os mausoléus de Ali Alhadi e Haçane Alascari, respectivamente o décimo e o décimo-primeiro imames xiitas, além do santuário de Mádi, o chamado "Imame Secreto", que é o décimo-segundo e o último imam dos xiitas duodecimanos. Este fato tornou o local um importante centro de peregrinação. Além disso, Hakimah Khatun e Narjis Khatun, parentas do profeta Maomé e dos imames xiistas, tidas em alta estima por muçulmanos xiitas e sunitas, estão enterradas lá, o que só aumenta o caráter sagrado do local para todos os muçulmanos.

### Período contemporâneo

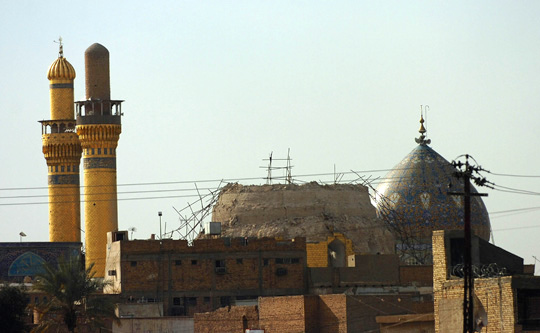
Mesquita de Alascari após o atentado de 2006; em 2007, um novo atentado destruiu os dois minaretes

Embora Samarra seja famosa por seus lugares sagrados para os xiitas, incluindo o túmulo de diversos imames, a cidade é majoritariamente sunita, o que foi origem de conflitos, principalmente após a Invasão do Iraque de 2003. Em 22 de fevereiro de 2006, a cúpula dourada da Mesquita de Alascari foi destruída num atentado, iniciando um período de revoltas e ataques retaliatórios por todo o país, causando centenas de mortes. Nenhuma organização assumiu a responsabilidade pelo ataque.
Em 13 de junho de 2007, insurgentes, supostamente membros da Alcaida, atacaram novamente a mesquita e destruíram os dois minaretes que ladeavam o domo destruído. Em 12 de julho de 2007, a torre do relógio foi explodida, sem fatalidades. O clérigo xiita Muqtada al-Sadr incitou demonstrações pacíficas e pediu três dias de luto. Ele afirmou que acreditava que nenhum árabe sunita poderia estar por trás do ataque. A mesquita e os minaretes estão fechados desde o atentado de 2006 e um estado de sítio por período indefinido vigora na cidade.